# 괴산 화양구곡
괴산 화양구곡(槐山 華陽九曲)은 충청북도 괴산군 청천면에 있는 계곡이며 한국의 화강암 지형이다. 2014년 8월 28일 대한민국의 명승 제110호로 지정되었다.

## 지정 가치
화양구곡은 속리산국립공원 내 화양천을 3 km에 걸쳐 하류에서 상류로 올라가며 제1곡 경천벽부터 제9곡 파곶까지 구곡의 경관이 잘 보존되어 있으며, 구곡의 경관 하나하나가 모두 아름다운 경승으로서의 가치를 지니고 있다. 구곡의 설정은 우암 송시열이 머물렀던 화양계곡에 우암 사후 제자인 수암 권상하가 설정하고 이후 단암 민진원이 각자한 것으로 전하여져 오고 있다.

## 지질
괴산 화양구곡 일대에는 중생대 백악기의 불국사 화강암에 속하는 우백질 반상 화강암이 분포한다. 이 화강암은 도명산과 속리산 북부로 이어지며 백악기 흑운모 화강암의 분화 작용으로 생성된 것으로 추정된다.

## 화양구곡
- 제1곡 경천벽(擎天壁)
- 제2곡 운영담(雲影潭)
- 제3곡 읍궁암(泣弓巖)
- 제4곡 금사담(金沙潭)
- 제5곡 첨성대(瞻星臺)
- 제6곡 능운대(凌雲臺)
- 제7곡 와룡암(臥龍巖)
- 제8곡 학소대(鶴巢臺)
- 제9곡 파곶(巴串)

## 암서재
조선 후기의 대학자 우암(尤庵) 송시열(宋時烈, 1607∼1689)선생이 정치를 그만 두고 은거할 때 학문을 닦고 제자들을 가르치던 곳이다. 화양구곡(華陽九曲) 제4곡 금사담(金沙潭) 물가의 큰 반석가에 있는 서재로, 조선 후기의 문신·학자인 송시열(宋時烈)이 정계에서 은퇴한 후 학문을 닦고 제자들을 가르치던 곳이다.
암서재(岩棲齋)는 대지 약 65m2 정도에 목조기와로 2칸은 방이고 1칸은 마루로 되어 있는데, 방 안에는 현판 5점이 걸려 있다. 앞에는 암반 사이에 일각문이 세워져 있다. 일제강점기 말기에 후손들이 수리하였고, 1970년에 보수하여 지금에 이른다. 암서재기(岩棲齋記)에 '우암선생어병오년간축정사어계남(尤庵先生於丙午年間築精舍於溪南)'이라고 씌어 있는 것으로 미루어 1666년(현종 7) 8월 암서재(岩棲齋)를 짓고 이곳에 거주하였음을 알 수 있다. 암서재기(岩棲齋記)의 글씨는 문인 권상하(權尙夏)가 쓴 것이다. 화양구곡(華陽九曲) 곳곳에는 지금도 <비례부동(非禮不動)> 등 송시열(宋時烈)의 필적이 많이 남아 있으며 화양서원의 터도 이곳에 있다.
암서재(巖棲齋)는 1994년 1월 7일 충청북도의 유형문화재 제175호로 지정되었다가, 1999년 12월 29일 대한민국의 사적 제417호 '괴산 송시열 유적'에 포함됨에 따라 '충청북도의 유형문화재' 지정이 해제되었고, 2014년 8월 28일 대한민국의 명승 제110호 '괴산 화양구곡'에 포함됨에 따라 사적 '괴산 송시열 유적'의 보호구역에서 제외되었다.

## 같이 보기
- 송시열
- 권상하
- 민진원
- 괴산군의 지질
- 한국의 화강암

## 참고 자료
- 괴산 화양구곡 - 국가유산청 국가유산포털